# Зіркогляд звичайний
Зіркогля́д звича́йний (також морська́ коро́ва) (Uranoscopus scaber) — вид риб родини Зіркоглядових (Uranoscopidae), ряд Окунеподібні (Perciformes). Живиться безхребетними і дрібною рибою. Промислового значення не мають. Морська субтропічна демерсальна риба.

## Характеристика

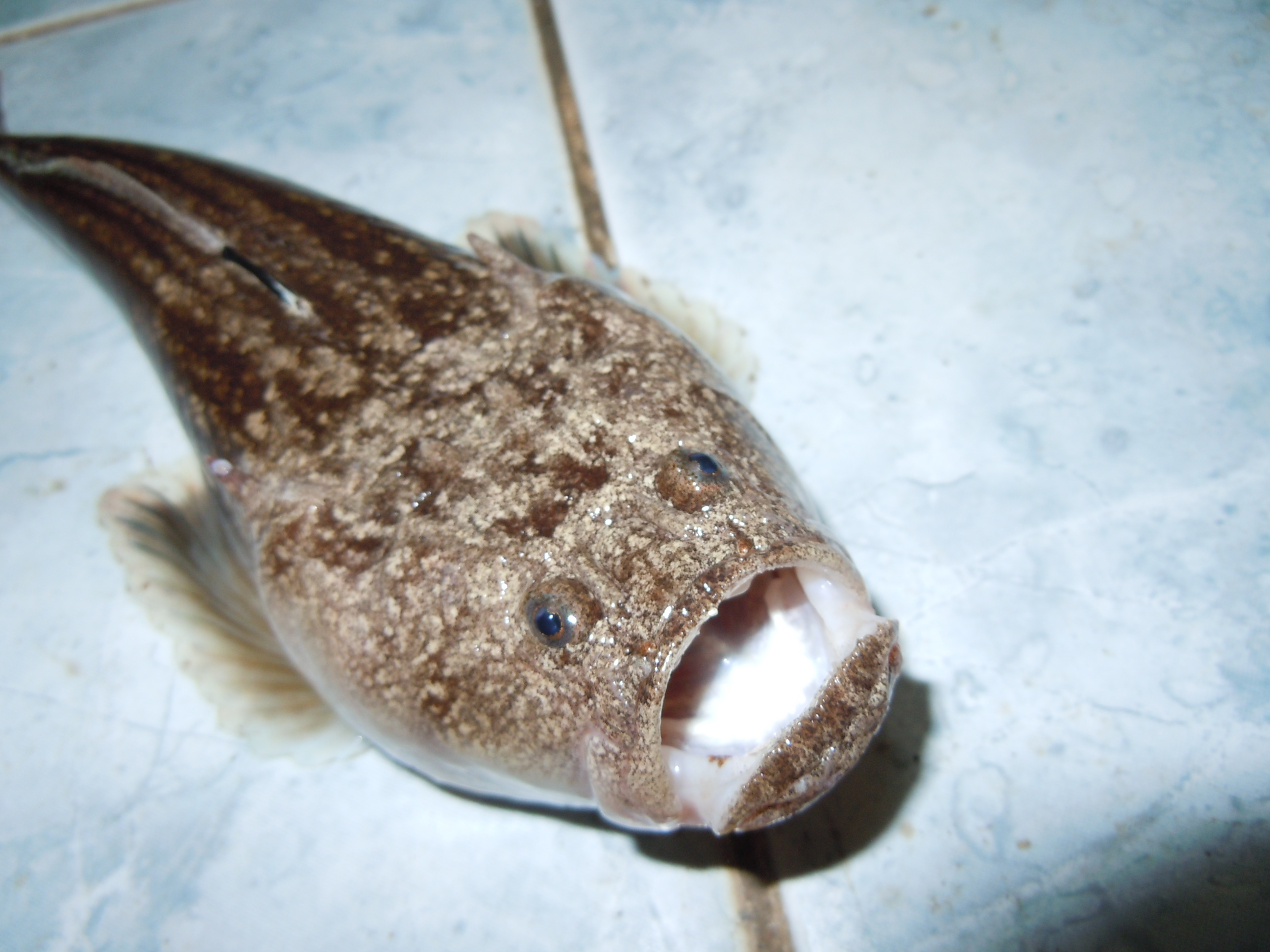
Голова зіркогляда

У дорослому стані сягає 40 см довжини, зазвичай біля 20-22 см. Тіло масивне, видовжене. Луска дуже дрібна. Велика голова вкрита панциром з кісткових плиток. Очі високо сидять на голові, направлені вгору. Ротовий отвір направлений вгору. Зуби дрібні, голкоподібні. На кінці нижньої щелепи невеликий шкірястий червоподібний виріст, який використовується для приваблення жертв. Над грудними плавцями — направлений вгору отруйний шип. Спинний плавець розділений, передня частина коротка, несе 4 твердих промені, друга — довга, несе 13-14 м'яких промені. Анальний плавець довгий, несе один твердий і 13-14 м'яких промені. Грудні плавці великі, черевний плавець розташований на нижній частині глотки.
Забарвлення змінне в залежності од середовища. Від світло- до темно-коричневого з чорними мармуровими плямами. Перший спинний плавець чорний, грудні плавці світло-блакитні, хвостовий плавець має білу облямівку.

## Ареал

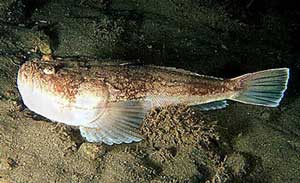
Зіркогляд з Адріатичного моря

Поширені вздовж атлантичних берегів Європи і Африки, також у Середземомор'ї. В Атлантиці зустрічається від Біскайської затоки та Великої Британії на південь вздовж берегів Піренейського півострова і західної Африки до мису Бланко і Кабо-Верде. Зустрічається в Середземному, Мармуровому і Чорному морі вздовж всіх берегів. В України зустрічається вздовж берегів Криму, в Одеській затоці, біля острова Зміїний.

## Розмноження
Розмножується з травня по серпень. Нерест відбувається порційно, за 2—3 вимету. Плодовитість до 125 тисяч ікринок. Ікра й личинки пелагічні.

## Отрута риби
З кінця травня по вересень у неї отруйні шипи на голові і над грудними плавцями. Отруйні колючі шипи першого спинного плавця і зябрової кришки. Отрута за дією схожа на отруту морського дракончика, уражає кров'яні тільця і нервову систему. В особливо тяжких випадках з'являється гарячка, послаблення дихання, параліч кінцівок, порушення мови, а також може настати смерть. У випадках уколу зіркогляда звернення до лікаря обов'язкове. При наданні першої медичної допомоги необхідно промити рану спиртом, теплою водою або розчином марганцевокислого калію і витягнути з рани залишки шпильок. У Чорному морі летальних випадків не спостерігалося.